# Hadım Hasan Paša
Hadım Hasan Paša (? – 1598) byl osmanský státník albánského původu. V letech 1597–1598 byl také velkovezírem. V letech 1580–1583 byl guvernérem Egypta.